# V418 Большого Пса
V418 Большого Пса (лат. V418 Canis Majoris) — одиночная переменная звезда в созвездии Большого Пса на расстоянии (вычисленном из значения параллакса) приблизительно 66292 световых лет (около 20325 парсеков) от Солнца. Видимая звёздная величина звезды — от +14,25m до +13,45m.

## Характеристики
V418 Большого Пса — пульсирующая переменная звезда, цефеида (CEP).